# Braithwaitea sulcata
Braithwaitea sulcata là một loài Rêu trong họ Hypnodendraceae. Loài này được (Hook.) A. Jaeger & Sauerb. mô tả khoa học đầu tiên năm 1880.